# Mario Liverani
Mario Liverani (* 10. ledna 1939 Řím) je italský historik, emeritní profesor Blízkovýchodních studií na univerzitě La Sapienza v Římě, na níž působil v letech 1973–2001.
Vynikl svými pracemi o dějinách starověkého Předního východu. Jeho díla jsou překládána do dalších jazyků a v oblasti Starověkého orientu je členem několika prestižních společností. V minulosti organizoval řadu mezinárodních odborných konferencí a účastnil se několika archeologických výprav v Sýrii, Turecku, Jemenu a Libyi.